# إدي دوسن
إدي دوسن (13 فبراير 1904 ببادنغتون في المملكة المتحدة - 4 يونيو 1979) (بالإنجليزية: Eddie Dawson)‏ هو لاعب كريكت بريطاني (وحمل سابقاً جنسية المملكة المتحدة لبريطانيا العظمى وأيرلندا). شارك مع منتخب إنجلترا للكريكت.

## وصلات خارجية
- إدي دوسن على موقع إي آس بي آن كريك إنفو (الإنجليزية)